# Виолет (озеро)
Виолет (англ. Violet Lake) — небольшое высокогорное озеро, расположено в заболоченной местности, на склоне гор Западного Мауи, на высоте 1530 м над уровнем моря.